# Liopeltis herminae
Liopeltis herminae је гмизавац из реда Squamata и фамилије Colubridae. 

## Угроженост
Ова врста је на нижем степену опасности од изумирања, и сматра се скоро угроженим таксоном.

## Распрострањење
Јапан је једино познато природно станиште врсте.

## Станиште
Врста Liopeltis herminae има станиште на копну.